# رییاتس
رییاتس (به صربی: Riljac) یک منطقهٔ مسکونی در صربستان است که در Trstenik واقع شده‌است. رییاتس ۷۳۰ نفر جمعیت دارد.